# Tony Rosato
Tony Rosato, född 26 december 1954 i Neapel i Italien, död 10 januari 2017 i Toronto i Ontario, var en italiensk-kanadensisk röstskådespelare som är kanske mest känd för att ha gjort rösten åt Luigi i The Adventures of Super Mario Bros. 3 och Super Mario World. Han ersatte Danny Wells i The Super Mario Bros. Super Show!. Rosato har även gjort rösten åt Dharak i Bakugan: Gundelian Invaders. Han avled till följd av en hjärtattack den 10 januari 2017.